# Zwitsers voetbalkampioenschap 1912/13
In 1912/13 werd het 16e seizoen van het nationale voetbalkampioenschap in Zwitserland georganiseerd.

## Modus
De Serie A werd, in drie geografische groepen verdeeld. Voor een overwinning kreeg een team twee punten en voor een gelijkspel een. De drie winnaars bekampten elkaar onderling voor de landstitel. De drie laatste speelde onderling wedstrijden met de winnaar van de Serie B om te bepalen wie degradeerde.

## Voorronde

### Oost
| Pl | Club                 | Wed | W  | G | V  | DV | DT | Ptn |
| -- | -------------------- | --- | -- | - | -- | -- | -- | --- |
| 1  | FC Aarau             | 14  | 12 | 1 | 1  | 50 | 18 | 25  |
| 2  | FC St. Gallen        | 14  | 8  | 3 | 3  | 67 | 21 | 19  |
| 3  | FC Zürich            | 14  | 8  | 2 | 4  | 45 | 24 | 18  |
| 4  | Brühl St. Gallen     | 14  | 7  | 3 | 4  | 42 | 35 | 17  |
| 5  | FC Winterthur        | 14  | 4  | 2 | 8  | 34 | 38 | 10  |
| 6  | Young Fellows Zurich | 14  | 4  | 2 | 8  | 22 | 45 | 10  |
| 7  | FC Baden             | 14  | 3  | 2 | 9  | 17 | 49 | 8   |
| 8  | FC Luzern            | 14  | 2  | 1 | 11 | 13 | 70 | 5   |

### Centraal
| Pl | Club                     | Wed | W | G | V  | DV | DT | Ptn |
| -- | ------------------------ | --- | - | - | -- | -- | -- | --- |
| 1  | Old Boys Basel           | 14  | 9 | 2 | 3  | 43 | 29 | 20  |
| 2  | Young Boys Bern          | 14  | 9 | 1 | 4  | 41 | 25 | 19  |
| 3  | Etoile La Chaux-de-Fonds | 14  | 8 | 1 | 5  | 33 | 25 | 17  |
| 4  | FC Basel                 | 14  | 7 | 2 | 5  | 46 | 30 | 16  |
| 5  | FC Bern                  | 14  | 6 | 2 | 6  | 43 | 38 | 14  |
| 6  | Nordstern Basel          | 14  | 5 | 2 | 7  | 35 | 46 | 12  |
| 7  | FC La Chaux-de-Fonds     | 14  | 3 | 3 | 8  | 38 | 50 | 9   |
| 8  | FC Biel-Bienne           | 14  | 2 | 1 | 11 | 29 | 65 | 5   |

### West
| Pl | Club               | Wed | W | G | V | DV | DT | Ptn |
| -- | ------------------ | --- | - | - | - | -- | -- | --- |
| 1  | Montriond Lausanne | 12  | 7 | 4 | 1 | 34 | 12 | 18  |
| 2  | Servette FC Genève | 12  | 7 | 2 | 3 | 25 | 18 | 16  |
| 3  | Stella Fribourg    | 12  | 7 | 1 | 4 | 30 | 21 | 15  |
| 4  | Cantonal Neuchatel | 12  | 5 | 2 | 5 | 31 | 23 | 12  |
| 5  | Concordia Yverdon  | 12  | 4 | 3 | 5 | 26 | 27 | 11  |
| 6  | Montreux-Narcisse  | 12  | 3 | 1 | 8 | 13 | 32 | 7   |
| 7  | FC Genève          | 12  | 2 | 1 | 9 | 13 | 39 | 5   |

## Degradatie
FC Luzern verloor de wedstrijden tegen FC Biel-Bienne, FC Genève en Blue Stars Zürich en degradeert naar de Serie B.
Blue Stars Zürich (Kampioen van Serie B) promoveerde naar de Serie A, FC Biel-Bienne en FC Genève blijven in de Serie A.

## Finale
| Pl | Club               | Wed | W | G | V | DV | DT | Ptn |
| -- | ------------------ | --- | - | - | - | -- | -- | --- |
| 1  | Montriond Lausanne | 2   | 2 | 0 | 0 | 3  | 1  | 4   |
| 2  | Old Boys Basel     | 2   | 1 | 0 | 1 | 2  | 2  | 2   |
| 3  | FC Aarau           | 2   | 0 | 0 | 2 | 2  | 4  | 0   |

1897/98 ·
1898/99 ·
1899/00 ·
1900/01 ·
1901/02 ·
1902/03 ·
1903/04 ·
1904/05 ·
1905/06 ·
1906/07 ·
1907/08 ·
1908/09 ·
1909/10 ·
1910/11 ·
1911/12 ·
1912/13 ·
1913/14 ·
1914/15 ·
1915/16 ·
1916/17 ·
1917/18 ·
1918/19 ·
1919/20 ·
1920/21 ·
1921/22 ·
1922/23 ·
1923/24 ·
1924/25 ·
1925/26 ·
1926/27 ·
1927/28 ·
1928/29 ·
1929/30 ·
1930/31 ·
1931/32 ·
1932/33 ·
1933/34 ·
1934/35 ·
1935/36 ·
1936/37 ·
1937/38 ·
1938/39 ·
1939/40 ·
1940/41 ·
1941/42 ·
1942/43 ·
1943/44 ·
1944/45 ·
1945/46 ·
1946/47 ·
1947/48 ·
1948/49 ·
1949/50 ·
1950/51 ·
1951/52 ·
1952/53 ·
1953/54 ·
1954/55 ·
1955/56 ·
1956/57 ·
1957/58 ·
1958/59 ·
1959/60 ·
1960/61 ·
1961/62 ·
1962/63 ·
1963/64 ·
1964/65 ·
1965/66 ·
1966/67 ·
1967/68 ·
1968/69 ·
1969/70 ·
1970/71 ·
1971/72 ·
1972/73 ·
1973/74 ·
1974/75 ·
1975/76 ·
1976/77 ·
1977/78 ·
1978/79 ·
1979/80 ·
1980/81 ·
1981/82 ·
1982/83 ·
1983/84 ·
1984/85 ·
1985/86 ·
1986/87 ·
1987/88 ·
1988/89 ·
1989/90 ·
1990/91 ·
1991/92 ·
1992/93 ·
1993/94 ·
1994/95 ·
1995/96 ·
1996/97 ·
1997/98 ·
1998/99 ·
1999/00 ·
2000/01 ·
2001/02 ·
2002/03 ·
2003/04 ·
2004/05 ·
2005/06 ·
2006/07 ·
2007/08 ·
2008/09 ·
2009/10 ·
2010/11 ·
2011/12 ·
2012/13 ·
2013/14 ·
2014/15 ·
2015/16 ·
2016/17 ·
2017/18 ·
2018/19 ·
2019/20 ·
2020/21 ·
2021/22 ·
2022/23